# Čižba

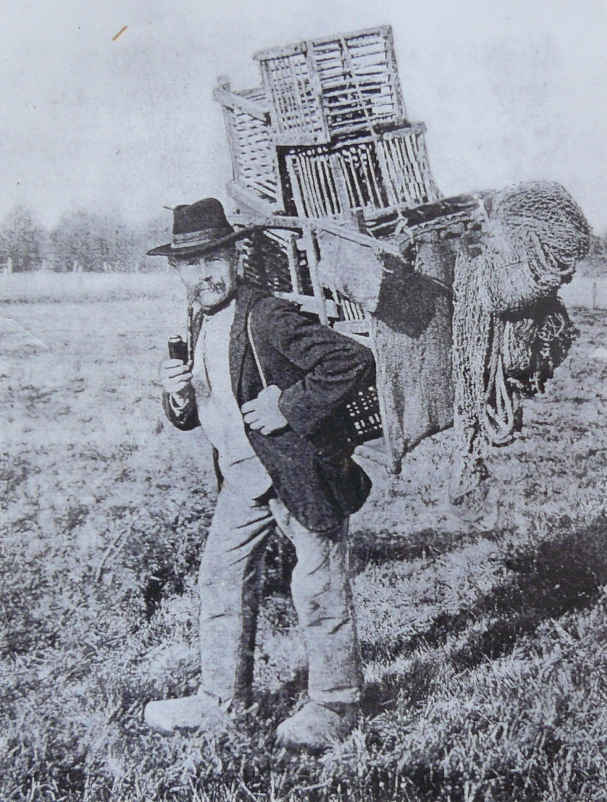
Ptáčník 19. století

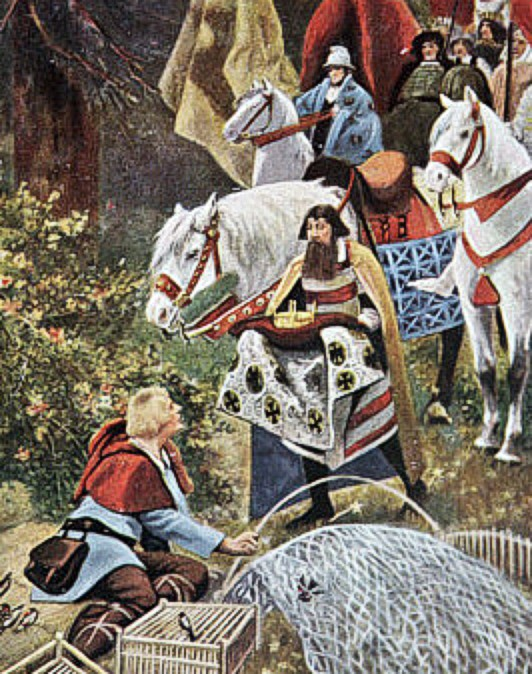
Jindřich I. Ptáčník dostává roku 919 korunu (na obraze Hermanna Vogela z roku 1900)

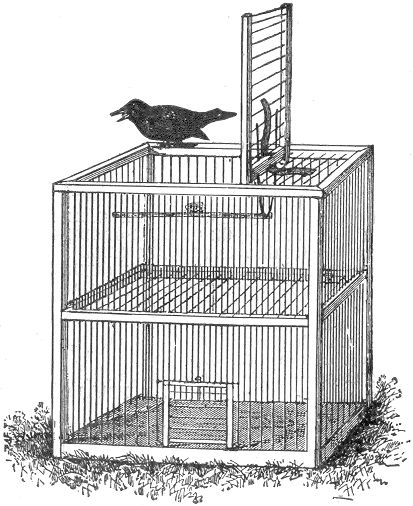
Chytací klícka

Čižbou se rozumí lov drobných ptáků pomocí nejrůznějších loveckých technik (pasti, sítě, oka, lep…).

## Etymologie
Slovo čižba je odvozeno od slovesa číhat, které sloužilo i jako ptáčnický termín. Slovo souvisí s tvarem čouhat, tj. vykukovat (např. z úkrytu) a je zřejmě příbuzné se slovesem koukat (německy gucken).

## Historie
Čižba (čužba, léčba, ptáčnictví) existovala od nepaměti vedle myslivosti a sokolnictví jako samostatný obor nebo dokonce „profese“. Byla doplňkovým zdrojem potravy, finančního příjmu i lidové zábavy. Písemné záznamy jsou známy až ze starověku, ale čižba je téměř jistě mnohem starší. Již v době římské byla na vrcholu rozvoje a kvetla ve všech územích přiléhajících ke středozemnímu moři. Nejstarší záznam z našeho území podává patrně Kosmova kronika „… Nic nezmohou záseky Čechů proti Němcům, tak jak nadarmo bývá roztažena síť před očima ptactva…“ O staré tradici svědčí i související příjmení (Čihák, Ptáčník, Čížek, Stehlík, Hejl, Černohlávek) místní jména (Čihadlo, na Čihadle), rozšířená pořekadla („Když ptáčka lapají pěkně mu zpívají“), používané slangové výrazy („volavka“, „hejl“) nebo rčení („Zasral se jak vějica“, „Skočil mu na lep“, „Sedl na vějičku“, „Kouká jak hejl“, „na nose má hejla“).
Ze středověku se dochovaly četné písemné záznamy nebo zmínky o čižbě, čihařském náčiní a vybavení čihadel, metodách lovu i úlovcích. Výborný popis soudobé čižby podává J. A. Komenský v díle Orbis Pictus. Popisuje vybavení klasického čihadla (humenec – dvojdílná síť zatahovaná z kryté boudy pomocí šňůry, klícky s volavými ptáky, žíněná oka, rohatinu s lepem pokrytými vějičkami, skřipec – proštip umožňující chytat ptáky za prsty a past – truhličku). Čižba byla původně svobodná a chytání drobného ptactva bylo zřejmě volné až do konce 15. století. Později se objevují různá omezení a je omezována i doba chytání. Ptáčníci potřebovali souhlas vrchnosti nebo majitele pozemku. Na čižbu navazovala řada dalších, více či méně specializovaných, činností (výroba klecí z lískových nebo jiných prutů, příprava lepu, výroba pastí, získávání čerstvých nebo sušených mravenčích kukel…). Ještě ve 2. polovině 19. století byli profesionální ptáčníci, kteří si čižbu pronajímali od majitelů lesa za určitý roční poplatek. Vše bylo zcela legální a na lov ptáků s nimi chodívali ze záliby i příslušníci inteligence, učitelé, duchovní, myslivci či hutní úředníci. K takovému chytání byla nezbytná faječka, kus chleba se špekem a hlt kořalky. O zábavu přitom nebyla nouze. V českém prostředí postupně čižba upadala po zákonných omezeních a zákazech (1839 a zejména 1870) a hlavně v souvislosti se společenskými změnami na konci 19. století a zánikem konzumování ptactva v kuchyních. Z ptáčníků se udrželi jen ti, kteří chytali a prodávali zpěvné ptáky (zejména konopky, stehlíky, čížky, skřivany, pěnice nebo slavíky) určené pro chov v klecích. Zákazníky byli drobní řemeslníci, kterým byli zpěváčci celodenními společníky. Ještě do 40. let 20. století bylo v této formě ptáčnictví hojně rozšířeno. Téměř definitivní konec pak znamenal začátek II. světové války, kdy za tuto činnost hrozily mnohem tvrdší postihy než dřív. Po 2. světové válce došlo k likvidaci drobných řemeslníků a zbylí chovatelé se orientovali stále více na chov kanárů nebo papoušků. Tak zmizeli chytačům zákazníci a ilegální čižbu provozovali pouze zapálení vášniví ptáčníci. Jejich prostřednictvím se do současnosti zčásti zachovaly vědomosti a dovednosti předávané ústně mezi ptáčníky po stovky i tisíce let (příprava lepu, způsoby lovu na výra, chytací pasti a klícky…). Čižba je dodnes legální v některých evropských zemích s odlišným historickým vývojem (Španělsko, Rakousko…). Jde typicky o země, ve kterých nedošlo k masivní likvidaci drobných řemeslníků a soukromých zemědělců a zároveň nebyly tolik ovlivněny industrializací.

## Transformovaná tradice

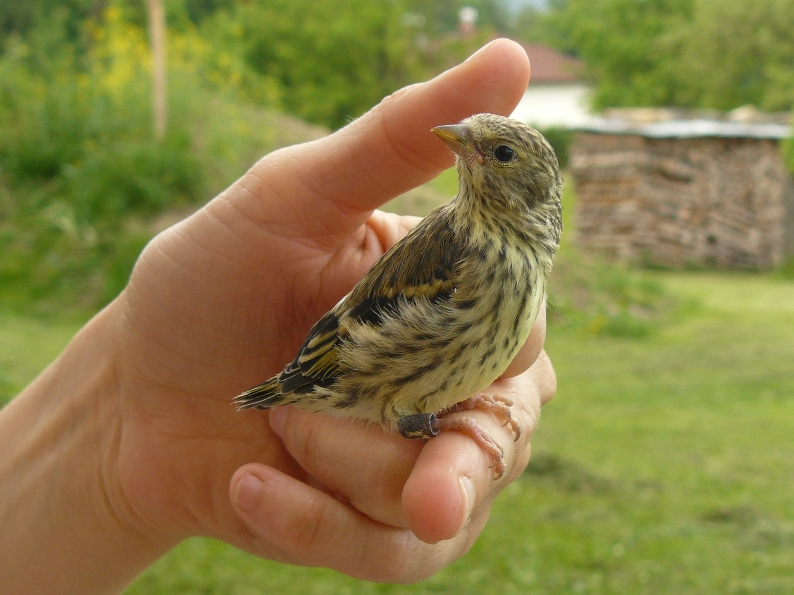
Odchovaný mladý čížek

Určitým způsobem, vedena pochopitelně vědeckými pohnutkami, na tyto tradice navazuje činnost kroužkovatelů ptactva v České ornitologické společnosti. Kroužkování se na českém území provádí od roku 1913 (německá stanice v rámci přírodovědného spolku Lotos). České kroužky se používají od roku 1936 (1934) v rámci Československé ornitologické společnosti. Pro kroužkování se používají nárazové sítě nebo schválené typy pastí, které umožní chycení ptáka bez poranění. Výsledky kroužkování i dalších sledovacích metod poskytují informace o tahu, ekologii i etologii ptáků.
Některé poznatky a vědomosti, získané ptáčníky – čižbáři při chovu volavých a zpěvných ptáků, využívají chovatelé pěnkavovitých ptáků dodnes (potrava, určování pohlaví a stáří, vystavování a posuzování ptáků, bionomie…).